# Miquel Bernades i Mainader
Miquel Bernades i Mainader (Puigcerdà, ca. 1708 - Madrid, 1771) metge i botànic de Puigcerdà.
Exercí la medicina a l'Hospital de Puigcerdà i es traslladà a Madrid on fou nomenat metge del rei Carles III. També ocupà el càrrec de primer catedràtic de Botànica del Jardí Botànic de Madrid.

## Obres publicades
- 1767 – Principios de botànica, sacados de los mejores escritores, y puestos en lengua castellana
- 1775 – Instrucción sobre lo arriesgado que es en ciertos casos enterrar a las personas, sin constar su muerte por otras señales,mas que las vulgares; y sobre los medios mas convenientes para que vuelvan en sí los anegados, ahogados con lazo, sofocados por el humo de carbón, vaho de vino, vapor de pozos u otro semejante, pasmados de frío, tocados de rayo y las criaturas que nacen amortecidas.